# Bramslev Bakker
Bramslev Bakker med stejle skråninger ligger på nordsiden af Mariager Fjord omkring 4 kilometer øst for Hobro.

## Naturfredning
Bakkerne rummer overdrev med hårdføre enebærbuske og er en del af en 100 hektar hektar stor naturfredning, der også omfatter arealer langs Valsgård Bæk, der løber centralt i området. I 1934 blev 26 hektar af Bramslev Bakker fredet for at beskytte landskabet mod sommerhusbebyggelse. Enebærkrattet i bakkerne er opstået på grund af afgræsning gennem århundreder. Enebær er en af de få buske, som ikke bliver nedbidt af får. For at bevare den meget artsrige urtevegetation på overdrevene udføres naturplejen ved at fjerne uønsket opvækst og ved afgræsning med får, kvæg eller heste.
Mod vest grænser Bramslev Bakker op til de ligeledes fredede Hegedal Bakker, der går langs fjorden helt ind til Hobro.
Fra parkeringspladsen ved restauranten og campingpladsen på toppen af bakkerne er der udsigt over Mariager Fjords istidslandskab. Herfra er der også udgangspunkt for en 4 km lang afmærket vandrerute. Ved foden af bakkerne er der en bade- og anløbsbro for turbåden på fjorden.
| - Billeder fra området |